# Slovanská misie

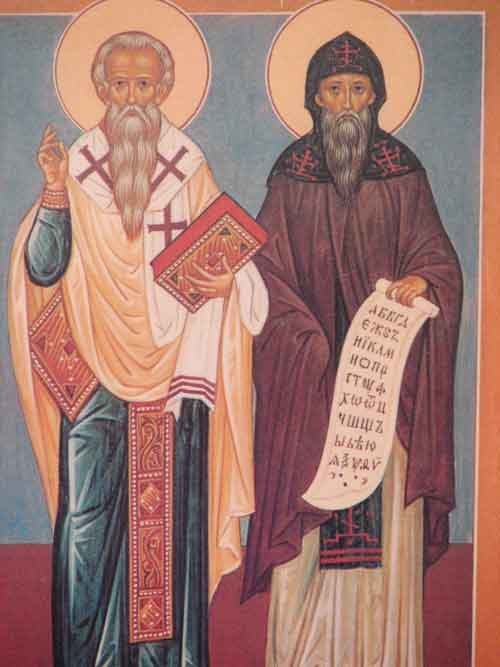
Cyril a Metoděj

Slovanská misie je označení procesu misijní činnosti a šíření křesťanské víry (evangelia) v 7. až 13. století na územích obývaných Slovany.
Misie měla pokojný charakter, typický pro pravoslavný směr křesťanství.

## Okolnosti
Misijní činnost prováděná v raném středověku na územích obývaných slovanskými kmeny nebyl pouze církevní proces, nýbrž činnost pokřesťanštění úzce spojená s upevňováním vlády. Moc knížat do značné míry spočívala na principu Boží milosti a církev naopak získávala prostor pro svou činnost díky podpoře knížat.
Z důvodu migrace Slovanů v 5. až 7. století však byly již zavedené christianizační procesy stále znovu střídány pohanskými zvyky.

## Misie u Slovanů ve Střední Evropě

### První misie z Bavor a Frank

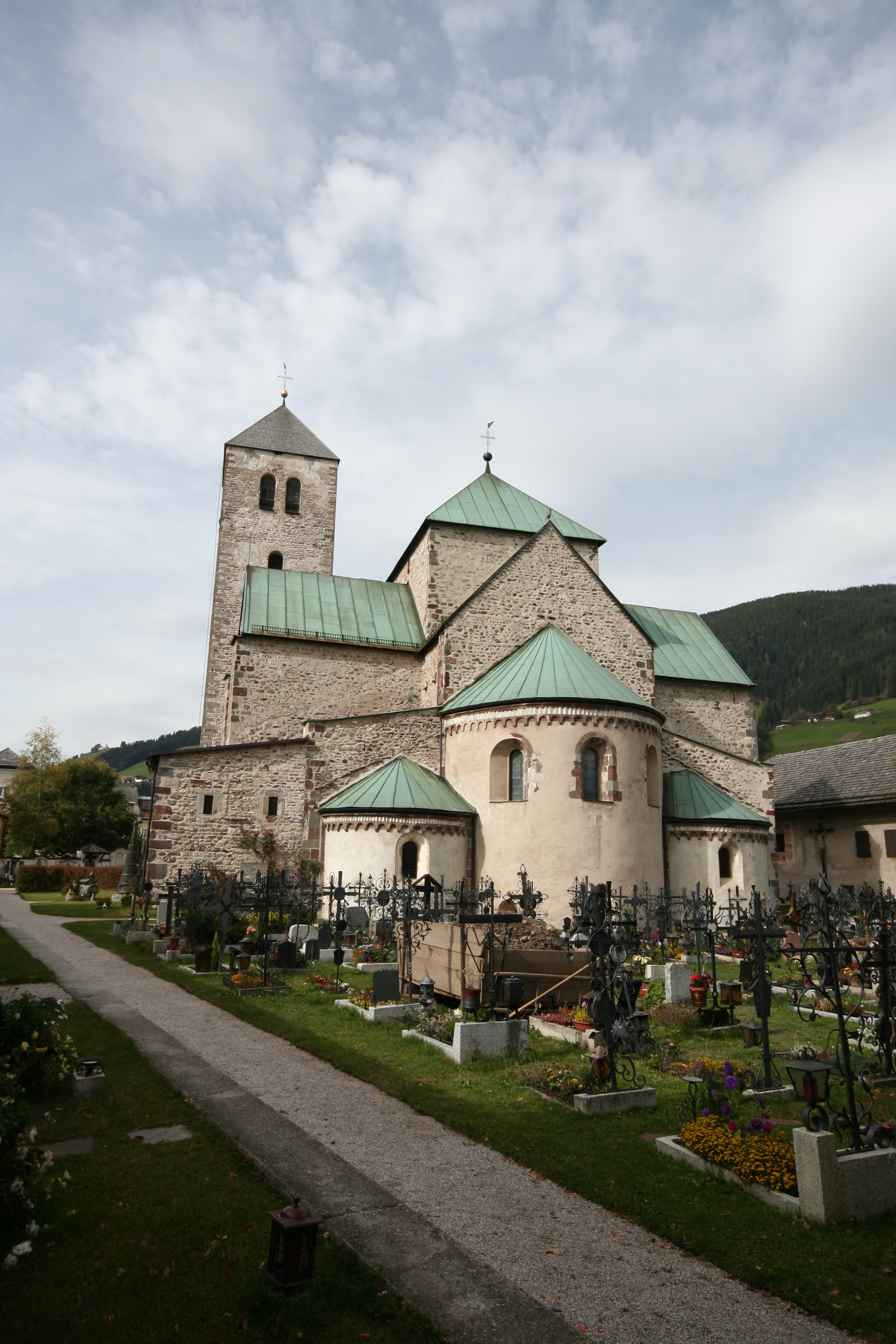
Klášterní kostel Innichen

Jako první pronikl na slovanské území kolem roku 630 Amand Maastrichtský přes Bavorsko, za účelem rozvíjení misijní činnosti. Vlastní soustavná misie však přišla z území Bavorska až s bajuvarskými vévody Theodem I. a Theodem II. (před rokem 666 a kolem roku 717) a misijními biskupy Korbiniánem z Freisingu (kolem roku 720), Jimramem a Erhardem Řezenským (v letech asi 680 až asi 717) a Rupertem Salcburským, zvaným bavorský apoštol. Rupert se na konci 7. století plavil proti proudu Dunaje do římské pohraniční pevnosti Lauriacum (dnešní Enns, místní část obce Lorch v Horních Rakousích), kde prováděl misijní činnost u Avarů, u nichž v té době již existovala raně křesťanská sídliště. V Bavorsku v té době vznikala soustava misijních kostelů a klášterů.
Misijními biskupovi Bonifáci se podařilo na základě papežského nařízení z roku 738/739 uspořádat církevní vztahy v Bavorsku a Durynsku. Při tom se mu také podařilo vytvořit potřebné předpoklady pro přeshraniční misii u Slovanů.
Tassilo III. nechal v roce 769, respektive roku 777 založit misionářský klášter Innichen v jihotyrolském Pusterském údolí a klášter v Kremsmünsteru, které se velmi podílely na misijní činnosti v Karantánii.

### Franská říše

Franská říše do roku 814

Přibližně v letech 790 až 810 vyslal Karel Veliký po saských válkách (772–804) misii mezi pohanské slovanské kmeny, aby tak zajistil východní hranici Franské říše, případně aby je přinutil k platbě lenních poplatků (tributů). Würzburští biskupové od doby Berovelfa (* před rokem 769; † 794) konali misie na slovanských územích mohanských a řehnických Wendů. Na podporu této činnosti nechali založit čtrnáct tzv. slovanských kostelů (většina z nich se nachází v dnešním okrese Bamberk).
V roce 1007 se části würzburského a eichstättského biskupství sjednotily pod bamberskou diecézi, které byla posléze podřízena mohučské arcidiecézi. Ta nabyla na významu při christianizaci Slovanů žijících na území mezi řekami Mohanem a Regnitz.
Trvalý úspěch však měly tyto snahy jako ve Francích a u jihoslovanských Avarů po skončení vlády Karla Velikého jen částečně.

### V Čechách a na Moravě
Morava

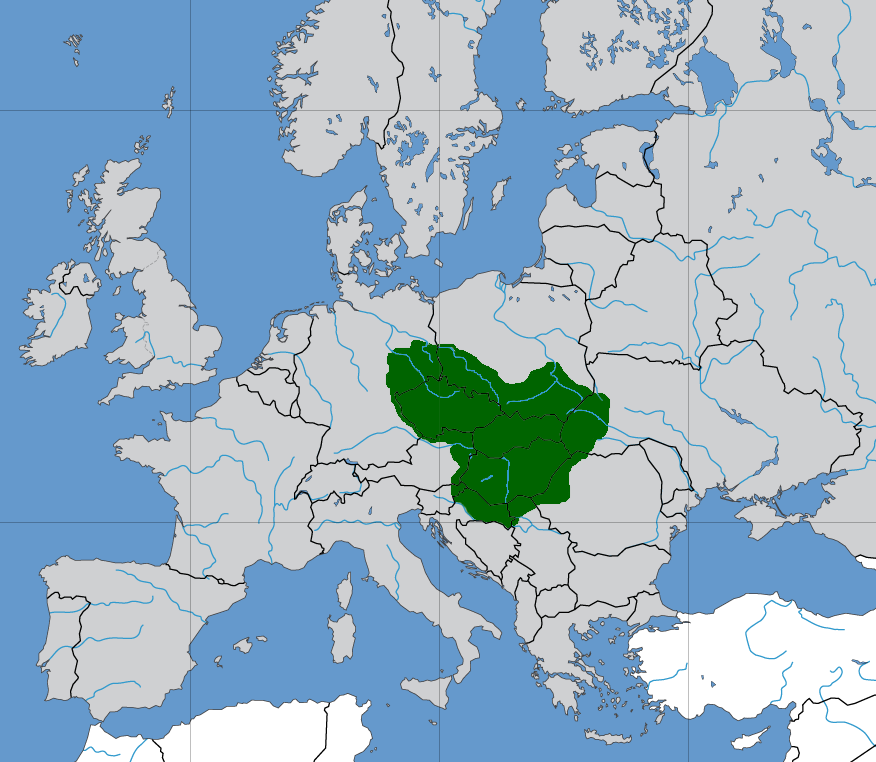
Velká Morava po roce 871

V roce 866 byl Ermenrich z Ellwangenu jmenován biskupem pasovským. V době jeho úřadování došlo díky pasovskému biskupství, které přímo hraničila s Velkomoravskou říší, k velkému misijnímu úsilí, a to především na Moravě.
Slovanští apoštolové Cyril a Metoděj (Cyril ze Soluně, zvaný též Konstantin a Metoděj ze Soluně) působili na Moravě a v Čechách. Ermenrich beteiligte sich 870 při jednáních bavorského episkopátu proti moravskému arcibiskupu Metodějovi, načež byl v roce 873 papežem Janem VIII. suspendován. Po vytlačení slovanské misie Cyrila a Metoděje přijala Morava prostřednictvím nitranského biskupství ovládaného biskupem Wichingem po smrti Metoděje římský ritus.
Čechy
V 9. století leží také počátky christianizace v Čechách, mající původ v Řezně a Pasově. Z fuldského kláštera přišla v roce 845 zpráva, že se 14 českých kmenových vůdců podřizuje východofranskému králi Ludvíkovi II. a následně byli i se svou družinou pokřtěni.
Za panování přemyslovského knížete Václava I., jenž se roku 929 zavázal platit tribut králi Jindřichovi I., se v Čechách nemohla rozšířit byzantská liturgie a byla zavedena liturgie latinská. Vztahy s bavorskou církví se uvolnily. Pražské biskupství, založené roku 973, byla v roce 976 podřízeno Mohučské metropolii.
Ve 12. a 13. století se v Čechách a na Moravě rozšířili řád premonstrátů.

### Ve Slovinsku a Korutanech
Misijní činnost u Slovinců byla vykonávána ve druhé polovině 8. století z Pasova a Salcburku.
V Karantáni, slovanském knížectví s centrem na území dnešního Štýrska a Korutan (Kraňska), probíhala křesťanská misijní činnost v 8. století. Území se tehdy dostalo do bavorského područí. V jižních Korutanech působil na slovanské misii také Abraham Freisinský (před 950–993/4). V rámci misijní činnosti vznikly mezi lety 972 až 1039 Frisinské zlomky (slovinsky Brižinski spomeniki, latinsky Monumenta Frisingensia), tři rukopisy psané slovinským typem staroslověnštiny.

## Slovanská misie na severovýchodě
Misie na severovýchodě měly za cíl christianizaci a rozšíření okruhu moci východofranského panovníka v nově vytvořených hraničních marek. Kvůli vytrvalému odporu polabských Slovanů byla však tato misijní činnost velmi zdlouhavá.